# Guaíra (kommun i Brasilien, São Paulo)
Guaíra är en kommun i Brasilien.   Den ligger i delstaten São Paulo, i den sydöstra delen av landet, 500 km söder om huvudstaden Brasília. Antalet invånare är 37 412.
Följande samhällen finns i Guaíra:
- Guaíra

Trakten runt Guaíra består till största delen av jordbruksmark. Runt Guaíra är det ganska glesbefolkat, med 30 invånare per kvadratkilometer.